# Olympische Sommerspiele 1920/Gewichtheben – Halbschwergewicht (Männer)
Das Gewichtheben im Halbschwergewicht bei den Olympischen Sommerspielen 1920 in Antwerpen wurde am 31. August im Olympiastadion Antwerpen ausgetragen.

## Wettkampfformat
Die Athleten traten in drei Disziplinen gegeneinander an: einarmiges Reißen, einarmiges Stoßen und zweihändiges Stoßen.
Für jede Disziplin wurde der beste gültige Versuch gewertet und mit den anderen addiert.
Sieger war der Athlet, der das höchste Gesamtgewicht aus diesen drei Leistungen erreichte.

## Ergebnisse
| Rang | Athlet              | Nation           | Disziplin              | Disziplin              | Disziplin                | Gesamt (kg) |
| Rang | Athlet              | Nation           | Einarmiges Reißen (kg) | Einarmiges Stoßen (kg) | Zweihändiges Stoßen (kg) | Gesamt (kg) |
| ---- | ------------------- | ---------------- | ---------------------- | ---------------------- | ------------------------ | ----------- |
| 1    | Ernest Cadine       | Frankreich       | 70,0                   | 90,0                   | 135,0                    | 295,0       |
| 2    | Fritz Hünenberger   | Schweiz          | 75,0                   | 90,0                   | 112,5                    | 277,5       |
| 3    | Erik Pettersson     | Schweden         | 62,5                   | 92,5                   | 112,5                    | 267,5       |
| 4    | Erik Carlsson       | Schweden         | 67,5                   | 75,0                   | 120,0                    | 262,5       |
| 5    | Maurice Davène      | Frankreich       | 65,0                   | 70,0                   | 115,0                    | 250,0       |
| 6    | Gino Mattiello      | Italien          | 60,0                   | 70,0                   | 105,0                    | 235,0       |
| 7    | Jan Welter          | Niederlande      | 65,0                   | 70,0                   | 95,0                     | 230,0       |
| 8    | Jaroslav Dvořák     | Tschechoslowakei | 55,0                   | 65,0                   | 107,5                    | 227,5       |
| 9    | Leonard Van De Roye | Belgien          | 57,5                   | 65,0                   | 105,0                    | 227,5       |
| 10   | Søren Petersen      | Dänemark         | 55,0                   | 57,5                   | 105,0                    | 217,5       |
| –    | Rudolf Ekström      | Finnland         | 70,0                   | –                      | –                        | DNF         |